# Oxalisar
Oxalisar (Oxalis) är ett släkte av harsyreväxter. Oxalisar ingår i familjen harsyreväxter.

## Dottertaxa till Oxalisar, i alfabetisk ordning[1]
- Oxalis abercornensis
- Oxalis acetosella
- Oxalis acuminata
- Oxalis adenodes
- Oxalis adenophylla
- Oxalis adspersa
- Oxalis alata
- Oxalis albicans
- Oxalis albiuscula
- Oxalis algoensis
- Oxalis alpina
- Oxalis alstonii
- Oxalis alvimii
- Oxalis amamiana
- Oxalis ambigua
- Oxalis amblyodonta
- Oxalis amblyosepala
- Oxalis andina
- Oxalis annae
- Oxalis anomala
- Oxalis anthelmintica
- Oxalis aptera
- Oxalis apurimacensis
- Oxalis arachnoidea
- Oxalis arbuscula
- Oxalis arenaria
- Oxalis areolata
- Oxalis argentina
- Oxalis argillacea
- Oxalis argyrophylla
- Oxalis aridicola
- Oxalis articulata
- Oxalis atacamensis
- Oxalis attaquana
- Oxalis aurea
- Oxalis aureoflava
- Oxalis ausensis
- Oxalis bakeriana
- Oxalis balansae
- Oxalis barrelieri
- Oxalis bartolomensis
- Oxalis bela-vitoriae
- Oxalis beneprotecta
- Oxalis benjaminii
- Oxalis bermejensis
- Oxalis bifida
- Oxalis bifrons
- Oxalis bifurca
- Oxalis bipartita
- Oxalis bisecta
- Oxalis bisfracta
- Oxalis blackii
- Oxalis blastorhiza
- Oxalis bojeriana
- Oxalis boliviana
- Oxalis bowiei
- Oxalis brasiliensis
- Oxalis bulbillifera
- Oxalis bulbocastanum
- Oxalis burkei
- Oxalis burtoniae
- Oxalis caerulea
- Oxalis caesariata
- Oxalis caesia
- Oxalis cajalbanensis
- Oxalis calachaccensis
- Oxalis callimarginata
- Oxalis callosa
- Oxalis calva
- Oxalis calviniensis
- Oxalis camelopardalis
- Oxalis campanensis
- Oxalis campicola
- Oxalis campylorhiza
- Oxalis capillacea
- Oxalis caprina
- Oxalis cardenasiana
- Oxalis carolina
- Oxalis cathara
- Oxalis caucensis
- Oxalis cerradoana
- Oxalis chachahuensis
- Oxalis chamaecrista
- Oxalis chapmaniae
- Oxalis chartacea
- Oxalis chnoodes
- Oxalis ciliaris
- Oxalis ciliata
- Oxalis cinerea
- Oxalis clandestina
- Oxalis clausenii
- Oxalis clematodes
- Oxalis coarctata
- Oxalis colatinensis
- Oxalis colchaguensis
- Oxalis commutata
- Oxalis comosa
- Oxalis compacta
- Oxalis compressa
- Oxalis confertifolia
- Oxalis confertissima
- Oxalis conorrhiza
- Oxalis conventionensis
- Oxalis convexula
- Oxalis copiosa
- Oxalis cordata
- Oxalis corniculata
- Oxalis cotagaitensis
- Oxalis cratensis
- Oxalis creaseyi
- Oxalis crispula
- Oxalis crocea
- Oxalis cuatrecasasii
- Oxalis cuneata
- Oxalis cuzcensis
- Oxalis cytisoides
- Oxalis davyana
- Oxalis debilis
- Oxalis decaphylla
- Oxalis dehradunensis
- Oxalis densa
- Oxalis densifolia
- Oxalis dentata
- Oxalis depressa
- Oxalis deserticola
- Oxalis diamantinae
- Oxalis dichondrifolia
- Oxalis dichotoma
- Oxalis dillenii
- Oxalis dimidiata
- Oxalis dines
- Oxalis discolor
- Oxalis disticha
- Oxalis distincta
- Oxalis divaricata
- Oxalis divergens
- Oxalis doceana
- Oxalis dolichopoda
- Oxalis dombeyi
- Oxalis dregei
- Oxalis droseroides
- Oxalis drummondii
- Oxalis dudleyi
- Oxalis dumetorum
- Oxalis duriuscula
- Oxalis ebracteata
- Oxalis eckloniana
- Oxalis ecuadorensis
- Oxalis elegans
- Oxalis elsae
- Oxalis engleriana
- Oxalis enneaphylla
- Oxalis eremobia
- Oxalis ericifolia
- Oxalis ericoides
- Oxalis eriocarpa
- Oxalis eriolepis
- Oxalis erosa
- Oxalis erythropoda
- Oxalis erythrorhiza
- Oxalis exilis
- Oxalis exserta
- Oxalis extensa
- Oxalis falcatula
- Oxalis famatinae
- Oxalis fasciculata
- Oxalis fendleri
- Oxalis ferae
- Oxalis fergusonae
- Oxalis fibrosa
- Oxalis filifoliolata
- Oxalis filiformis
- Oxalis flagellata
- Oxalis flava
- Oxalis flaviuscula
- Oxalis floribunda
- Oxalis foliosa
- Oxalis fontana
- Oxalis fourcadei
- Oxalis foveolata
- Oxalis fragilis
- Oxalis frutescens
- Oxalis fruticosa
- Oxalis furcillata
- Oxalis gagneorum
- Oxalis gardneriana
- Oxalis geralensis
- Oxalis giftbergensis
- Oxalis glaberrima
- Oxalis glabra
- Oxalis glabrata
- Oxalis glauca
- Oxalis glaucescens
- Oxalis goetzei
- Oxalis goniorrhiza
- Oxalis goyazensis
- Oxalis gracilipes
- Oxalis gracilis
- Oxalis grammopetala
- Oxalis grammophylla
- Oxalis grandis
- Oxalis griffithii
- Oxalis grisea
- Oxalis gyrorhiza
- Oxalis haedulipes
- Oxalis hedysarifolia
- Oxalis hedysaroides
- Oxalis heidelbergensis
- Oxalis helicoides
- Oxalis hepatica
- Oxalis hernandezii
- Oxalis herpestica
- Oxalis heterophylla
- Oxalis hirsuta
- Oxalis hirsutissima
- Oxalis hirta
- Oxalis hispidula
- Oxalis hochreutineri
- Oxalis holosericea
- Oxalis humbertii
- Oxalis humblotii
- Oxalis hyalotricha
- Oxalis hygrophila
- Oxalis hypsophila
- Oxalis illinoensis
- Oxalis imbricata
- Oxalis impatiens
- Oxalis inaequalis
- Oxalis incana
- Oxalis incarnata
- Oxalis incisa
- Oxalis inconspicua
- Oxalis insignis
- Oxalis integra
- Oxalis intermedia
- Oxalis involuta
- Oxalis ioeides
- Oxalis irreperta
- Oxalis jacquiniana
- Oxalis jamesonii
- Oxalis jasminifolia
- Oxalis johnstonii
- Oxalis juruensis
- Oxalis kalbreyeri
- Oxalis kamieshergensis
- Oxalis killipii
- Oxalis knuthiana
- Oxalis kollmannii
- Oxalis kuhlmannii
- Oxalis laciniata
- Oxalis lanata
- Oxalis lasiandra
- Oxalis lasiopetala
- Oxalis lasiorrhiza
- Oxalis latemucronata
- Oxalis lateriflora
- Oxalis latifolia
- Oxalis lawsonii
- Oxalis laxa
- Oxalis laxicaulis
- Oxalis leptocalyx
- Oxalis leptogramma
- Oxalis leptopodes
- Oxalis lespedezioides
- Oxalis leucophylla
- Oxalis levis
- Oxalis libertatis
- Oxalis lichenoides
- Oxalis linarantha
- Oxalis lindaviana
- Oxalis lindheimeri
- Oxalis lindneri
- Oxalis linearis
- Oxalis lineolata
- Oxalis livida
- Oxalis lomana
- Oxalis longissima
- Oxalis loricata
- Oxalis lotoides
- Oxalis louisae
- Oxalis lucumayensis
- Oxalis luederitzii
- Oxalis lunulata
- Oxalis luteola
- Oxalis macbridei
- Oxalis macra
- Oxalis macrocarpa
- Oxalis macropoda
- Oxalis macrorrhiza
- Oxalis madrensis
- Oxalis magellanica
- Oxalis magnifica
- Oxalis mandioccana
- Oxalis marlothii
- Oxalis massoniana
- Oxalis matancillae
- Oxalis medicaginea
- Oxalis megalorrhiza
- Oxalis meisneri
- Oxalis melanograpta
- Oxalis melanosticta
- Oxalis melilotoides
- Oxalis melindae
- Oxalis micrantha
- Oxalis microcarpa
- Oxalis microdonta
- Oxalis minuta
- Oxalis mira
- Oxalis mollis
- Oxalis mollissima
- Oxalis monophylla
- Oxalis montana
- Oxalis monticola
- Oxalis morelosii
- Oxalis morenoensis
- Oxalis morronei
- Oxalis mucronulata
- Oxalis multicaulis
- Oxalis muscoides
- Oxalis myriophylla
- Oxalis nahuelhuapiensis
- Oxalis namaquana
- Oxalis natans
- Oxalis nelsonii
- Oxalis neuwiedii
- Oxalis nidulans
- Oxalis niederleiniana
- Oxalis niederleinii
- Oxalis nigrescens
- Oxalis nivea
- Oxalis nortieri
- Oxalis novae-caledoniae
- Oxalis novae-guineensis
- Oxalis novemfoliolata
- Oxalis nubigena
- Oxalis oaxacana
- Oxalis obliquifolia
- Oxalis obtriangulata
- Oxalis obtusa
- Oxalis oculifera
- Oxalis odonellii
- Oxalis odorata
- Oxalis oligophylla
- Oxalis oligotricha
- Oxalis orbicularis
- Oxalis oregana
- Oxalis oreithala
- Oxalis oreocharis
- Oxalis ornithopus
- Oxalis ortgiesii
- Oxalis orthopoda
- Oxalis oulophora
- Oxalis ovalleana
- Oxalis pachyrrhiza
- Oxalis pallens
- Oxalis palmifrons
- Oxalis paludosa
- Oxalis papuana
- Oxalis paranaensis
- Oxalis pardalis
- Oxalis peduncularis
- Oxalis pedunculata
- Oxalis pendulifolia
- Oxalis penicillata
- Oxalis pennelliana
- Oxalis perdicaria
- Oxalis perennans
- Oxalis perineson
- Oxalis peruviana
- Oxalis pes-caprae
- Oxalis petiolulata
- Oxalis petraea
- Oxalis petricola
- Oxalis petrophila
- Oxalis phaeotricha
- Oxalis phaseolifolia
- Oxalis phloxidiflora
- Oxalis physocalyx
- Oxalis pickeringii
- Oxalis pillansiana
- Oxalis pilulifera
- Oxalis pinetorum
- Oxalis pinguiculacea
- Oxalis platylepis
- Oxalis pocockiae
- Oxalis polymorpha
- Oxalis polyphylla
- Oxalis porphyriosiphon
- Oxalis potamophila
- Oxalis praetexta
- Oxalis pretoensis
- Oxalis priceae
- Oxalis primavera
- Oxalis primuloides
- Oxalis procumbens
- Oxalis psammophila
- Oxalis pseudocernua
- Oxalis pseudohirta
- Oxalis pseudoviolacea
- Oxalis psilopoda
- Oxalis psilotricha
- Oxalis psoraleoides
- Oxalis ptychoclada
- Oxalis puberula
- Oxalis pulchella
- Oxalis pulvinata
- Oxalis punctata
- Oxalis purpurascens
- Oxalis purpurata
- Oxalis purpurea
- Oxalis pusilla
- Oxalis pycnophylla
- Oxalis pyrenea
- Oxalis reclinata
- Oxalis recticaulis
- Oxalis reflexa
- Oxalis refracta
- Oxalis renifolia
- Oxalis rhombeoovata
- Oxalis rhombifolia
- Oxalis rhomboidea
- Oxalis ricardii
- Oxalis riparia
- Oxalis robinsonii
- Oxalis robusta
- Oxalis rosea
- Oxalis roselata
- Oxalis rosettifolia
- Oxalis rubens
- Oxalis rubricallosa
- Oxalis rubropunctata
- Oxalis rufescens
- Oxalis rugeliana
- Oxalis rupestris
- Oxalis rusbyi
- Oxalis rutenbergii
- Oxalis salteri
- Oxalis salteriana
- Oxalis salticola
- Oxalis saltusbelli
- Oxalis salvadorensis
- Oxalis sandemanii
- Oxalis san-miguelii
- Oxalis san-romanii
- Oxalis sarmentosa
- Oxalis scandens
- Oxalis schaeferi
- Oxalis schiedeana
- Oxalis scoparia
- Oxalis sellowiana
- Oxalis sellowii
- Oxalis semiloba
- Oxalis semitruncata
- Oxalis senecta
- Oxalis sepium
- Oxalis serpens
- Oxalis setosa
- Oxalis simplex
- Oxalis simplicifolia
- Oxalis sleumeri
- Oxalis smithiana
- Oxalis solomonii
- Oxalis sonderiana
- Oxalis spiralis
- Oxalis spruceana
- Oxalis squamata
- Oxalis squamosoradicosa
- Oxalis squarrosa
- Oxalis stellata
- Oxalis stenomeres
- Oxalis stenopetala
- Oxalis stenoptera
- Oxalis stenorrhyncha
- Oxalis stictocheila
- Oxalis stokoei
- Oxalis strictula
- Oxalis strigosa
- Oxalis suavis
- Oxalis subacaulis
- Oxalis suborbiculata
- Oxalis subvillosa
- Oxalis suksdorfii
- Oxalis suteroides
- Oxalis sylvicola
- Oxalis tabaconasensis
- Oxalis tacorensis
- Oxalis telmatica
- Oxalis tenella
- Oxalis teneriensis
- Oxalis tenerrima
- Oxalis tenuifolia
- Oxalis tenuipes
- Oxalis tenuis
- Oxalis tephrodes
- Oxalis tessmannii
- Oxalis tetraphylla
- Oxalis thelyoxys
- Oxalis thompsoniae
- Oxalis tlalpamensis
- Oxalis tomentosa
- Oxalis tortuosa
- Oxalis tragopoda
- Oxalis trianae
- Oxalis triangularis
- Oxalis trichophylla
- Oxalis trilliifolia
- Oxalis trollii
- Oxalis truncatula
- Oxalis tuberosa
- Oxalis tysonii
- Oxalis uliginosa
- Oxalis umbraticola
- Oxalis urbaniana
- Oxalis valdiviensis
- Oxalis vargasii
- Oxalis variifolia
- Oxalis veadeirosensis
- Oxalis versicolor
- Oxalis westii
- Oxalis williamsii
- Oxalis violacea
- Oxalis violacella
- Oxalis virgata
- Oxalis virginea
- Oxalis virgosa
- Oxalis viscosa
- Oxalis wulingensis
- Oxalis wurdackii
- Oxalis xantha
- Oxalis xiphophylla
- Oxalis yacutulensis
- Oxalis zamorana
- Oxalis zeekoevleyensis
- Oxalis zeyheri